# Selección femenina de fútbol americano de México
La Selección de fútbol americano de México es el equipo representante de México en competencias internacionales de fútbol americano como la Copa Mundial de Fútbol Americano Femenil (disputada desde 2010), y debutó en la edición de 2017. Es administrada por la Federación Mexicana de Fútbol Americano.
Terminaron como medallistas de bronce en su primera participación en la Copa Mundial, ganándole a la Gran Bretaña. En la edición de 2022,  en la víspera del torneo, México anunció que no podría llegar a Finlandia para su partido de primera ronda contra Gran Bretaña, poniendo en peligro su participación en el torneo. Al día siguiente se anunció que Gran Bretaña ganaría su duelo de cuartos de final con México en walk over.

## Historia
México debutó compitiendo en el tercer Campeonato Mundial Femenino IFAF en 2017 . En su primer juego el 24 de junio, a pesar de perder ante Estados Unidos por un marcador de 29-0, mantuvieron a los campeones mundiales invictos en la menor cantidad de puntos que jamás hayan anotado en una competencia internacional. [1] Tres días después, el 27 de junio, derrotaron a Australia 31-10 para clasificar al Juego por la Medalla de Bronce el 30 de junio. [2] En dicho juego, México derrotó a Gran Bretaña 19-8 para ganar la medalla de bronce. [3]
México ingresó al Campeonato Mundial 2022 buscando construir sobre su medalla de bronce de cinco años antes. Sin embargo, la confusión sobre los boletos de avión perdidos hizo que el equipo se perdiera su primer partido contra Gran Bretaña, lo que obligó a México a entrar en el grupo de consolación del torneo antes de haber jugado un partido. De acuerdo con la Federación Mexicana de Fútbol Americano, la confusión del avión se debió a una huelga en Lufthansa . [4]

## Uniforme
Los colores del uniforme actual provienen de la bandera nacional (por lo que al equipo se le conoce como «El Tri», debido a sus tres colores), jersey verde, fundas blancas y calcetas rojas. Como segundo uniforme se suele utilizar los colores invertidos con el jersey blanco.En el caso se porta una representación al dios Quetzalcóatl, uno de los más importantes dioses de la cultura mesoamericana, en su icónica forma de serpiente emplumada.
Ciertamente, los tonos verdes y los modelos varían en cada competencia, pero nunca se abandona el color que identifica a la selección mexicana de fútbol e incluso a todas sus análogas con límite de edad y en la categoría femenil, así como a las delegaciones de otras disciplinas deportivas.
Los jerséis suelen estar adornados con representaciones de alguna deidad de la cultura mesoamericana.

## Planilla

### Plantel actual
La siguiente es la selección de jugadoras que disputó la Copa Mundial de Futbol Americano Femenil de 2022.

## Estadísticas
| Competición                              | JJ | JG | JP | PF  | PC | Dif. |
| ---------------------------------------- | -- | -- | -- | --- | -- | ---- |
| Copa Mundial de Fútbol Americano Femenil | 6  | 4  | 2  | 112 | 53 | +59  |

### IFAF Copa Mundial
| Año  | Posición | Edición      | JJ | JG | JP | PA | PC |
| ---- | -------- | ------------ | -- | -- | -- | -- | -- |
| 2017 |          | Langley 2017 | 3  | 2  | 1  | 50 | 47 |
| 2022 | 5º       | Vanta 2022   | 3  | 2  | 1  | 62 | 6  |

## Palmarés
La categoría senior de la selección senior nunca ha logrado ganar una competencia oficial, siendo su mayor logro el tercer lugar en la Copa del Mundo Femennina de la IFAF durante su debut.
| Competición                                   |         |               |              |              |
| Competición                                   | Campeón | Segundo lugar | Tercer lugar | Cuarto lugar |
| --------------------------------------------- | ------- | ------------- | ------------ | ------------ |
| IFAF Copa Mundial de Fútbol Americano Femenil | -       |               | 1(2017)      |              |